# سیارک ۱۹۲۱۵۸
سیارک ۱۹۲۱۵۸ (به انگلیسی: 192158 Christian، نامگذاری:2006XF4) صد و نود و دو هزار و صد و پنجاه و هشتمین سیارک کشف شده‌است که در ۱۴ دسامبر ۲۰۰۶ کشف شد.